# Edifício Itália
A Edifício Itália (más néven Circolo Italiano) egy felhőkarcoló São Paulóban, Brazíliában. Magassága 168 méter, 46 emeletes. 1960-ban kezdték építeni, 1965-ben fejezték be. Jelenleg a második legmagasabb épület Brazíliában.